# Quận Avery, North Carolina
Quận Avery là một quận nằm ở tiểu bang Bắc Carolina.  Tại thời điểm năm 2000, dân số là 17.167 người. Quận lỵ đóng ở Newland6.

## Địa lý

### Các quận giáp ranh
- Quận Johnson, Tennessee - Bắc
- Quận Carter, Tennessee - Tây
- Quận Caldwell, Bắc Carolina –đông nam
- Quận Burke, Bắc Carolina -nam
- Quận McDowell, Bắc Carolina -nam
- Quận Mitchell, Bắc Carolina - Tây
- Quận Watauga, Bắc Carolina- Bắc

### Các khu bảo tồn quốc gia
- Blue Ridge Parkway (một phần)
- Rừng quốc gia Pisgah (một phần)

## Thông tin nhân khẩu
Theo cuộc điều tra dân số2 tiến hành năm 2000, quận này có dân số 17.167 người, 6.532 hộ, và 4.546 gia đình sinh sống trong quận này. Mật độ dân số là 70 người trên mỗi dặm Anh vuông (27/km²). Đã có 11.911 đơn vị nhà ở với một mật độ bình quân là 48 trên mỗi dặm Anh vuông (19/km²).  Cơ cấu chủng tộc của dân cư sinh sống tại quận này gồm 93,95% người da trắng, 3,48% người da đen hoặc người Mỹ gốc Phi, 0,34% người thổ dân châu Mỹ, 0,19% người gốc châu Á, 0,04% người các đảo Thái Bình Dương, 1,28% từ các chủng tộc khác, và 0,71% từ hai hay nhiều chủng tộc.  2,41% dân số là người Hispanic hoặc người Latin thuộc bất cứ chủng tộc nào.
Có 6.532 hộ trong đó có 27,10% có con cái dưới tuổi 18 sống chung với họ, 57,10% là những cặp kết hôn sinh sống với nhau, 9,10% có một chủ hộ là nữ không có chồng sống cùng, và 30,40% là không gia đình. 26,60% trong tất cả các hộ gồm các cá nhân và 11,00% có người sinh sống một mình và có độ tuổi 65 tuổi hay già hơn.  Quy mô trung bình của hộ là 2,34 còn quy mô trung bình của gia đình là 2,82,
Phân bố độ tuổi của cư dân sinh sống trong huyện là 19,40% dưới độ tuổi 18, 10,30% từ 18 đến 24, 30,10% từ 25 đến 44, 24,40% từ 45 đến 64, và 15,70% người có độ tuổi 65 tuổi hay già hơn.  Độ tuổi trung bình là 38 tuổi. Cứ mỗi 100 nữ giới thì có 111,80 nam giới. Cứ mỗi 100 nữ giới có độ tuổi 18 và lớn hơn thì, có 112,90 nam giới.
Thu nhập bình quân của một hộ ở quận này là $30.627, và thu nhập bình quân của một gia đình ở quận này là $37.454, Nam giới có thu nhập bình quân $25.983 so với mức thu nhập $21.652 đối với nữ giới. Thu nhập bình quân đầu người của quận là $15.176, Khoảng 10,90% gia đình và 15,30% dân số sống dưới ngưỡng nghèo, bao gồm 19,30% những người có độ tuổi 18 và 19,00% là những người 65 tuổi hoặc già hơn.

## Thành phố và Thị trấn
- Banner Elk
- Beech Mountain
- Crossnore
- Elk Park
- Grandfather
- Linville
- Minneapolis
- Newland
- Pineola
- Seven Devils
- Sugar Mountain